# Globispiroplectammina
Globispiroplectammina es un género de foraminífero bentónico de la subfamilia Biseriammininae, de la familia Biseriamminidae, de la superfamilia Palaeotextularioidea, del suborden Fusulinina y del orden Fusulinida. Su especie tipo es Globispiroplectammina mameti. Su rango cronoestratigráfico abarca el Viseense (Carbonífero inferior).

## Discusión
Clasificaciones más recientes incluyen Globispiroplectammina en la superfamilia Biseriamminoidea, del suborden Endothyrina, del orden Endothyrida, de la subclase Fusulinana y de la clase Fusulinata. Otras clasificaciones incluyen Globispiroplectammina en la Superfamilia Endoteboidea.

## Clasificación
Globispiroplectammina incluye a las siguientes especies:
- Globispiroplectammina longulissima †
- Globispiroplectammina mameti †